# Equimídeos
Equimídeos (Echimyidae) é um família de roedores sul-americanos, conhecidos popularmente como ratos-de-espinho.

## Classificação
- Família Echimyidae Gray, 1825
  - †Cercomys Cuvier, 1829
  - †Maruchito ucetich, Mazzoni e Pardiñas, 1993
  - †Paulacoutomys Vucetich e Verzi, 1991
  - †Willidewu Vucetich e Verzi, 1991
  - Subfamília †Adelphomyinae Patterson e Pascual, 1968
    - †Adelphomys Ameghino, 1887
    - †Deseadomys A. E. Wood e Patterson, 1959
    - †Paradelphomys Patterson e Pascual, 1968
    - †Stichomys Ameghino, 1887
    - †Xylechimys Patterson e Pascual, 1968

  - Subfamília Dactylomyinae Tate, 1935
    - Dactylomys I. Geoffroy-Hilaire, 1838
    - Kannabateomys Jentick, 1891
    - Olallamys Emmons, 1988

  - Subfamília †Heteropsomyinae Anthony, 1917
    - †Boromys Miller, 1916
    - †Brotomys Miller, 1916
    - †Heteropsomys Anthony, 1916
    - †Puertoricomys Woods, 1989

  - Subfamília Eumysopinae Rusconi, 1935
    - †Acarechimys Patterson, in J.L. Kraglievich, 1965
    - †Chasichimys Pascual, 1967
    - †Eumysops Ameghino, 1888
    - Hoplomys J.A. Allen, 1908
    - Lonchothrix Thomas, 1920
    - Mesomys Wagner, 1945
    - †Palaeoechimys Spillman, 1949
    - †Pampamys Verzi, Vucetich e Montalvo, 1995
    - †Pattersomys Pascual, 1967
    - †Protacaremys Ameghino, 1902
    - †Protadelphomys Ameghino, 1902
    - †Sallamys Hoffstetter e Lavocat, 1970
    - Proechimys J. A. Allen, 1899
    - Thrichomys Trouessart, 1881
    - Trinomys Thomas, 1921
    - Carterodon Waterhouse, 1848
    - Clyomys Thomas, 1916
    - Euryzygomatomys Goeldi, 1901

  - Subfamília Echimyinae Gray, 1825
    - Callistomys Emmons e Vucetich, 1998
    - Diplomys Thomas, 1916
    - Echimys G. Cuvier, 1809
    - Isothrix Wagner, 1845
    - Makalata Husson, 1978
    - Pattonomys Emmons, 2005
    - Phyllomys Lund, 1839
    - Santamartamys Emmons, 2005
    - Toromys Iack-Ximenes, Vivo e Percequillo, 2005